# Джемпер

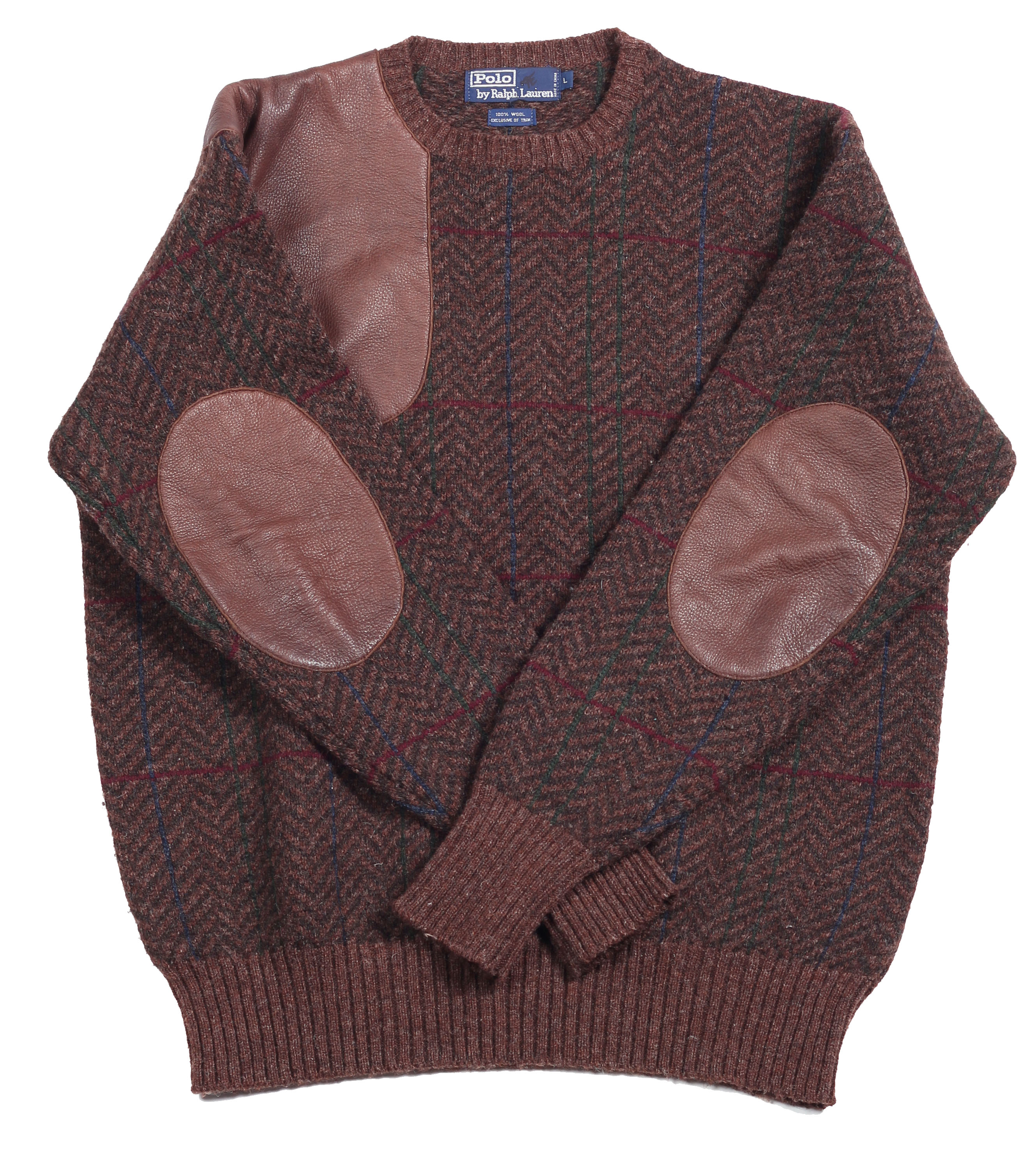
Джемпер с кожаными нашивками.

Дже́мпер (от англ. jump) — трикотажная плечевая одежда без застёжек или с застёжкой вверху, покрывающая туловище и частично бёдра и надеваемая через голову человека. 
Джемпер может иметь и воротник, но не любого вида: изделие с высоким воротником вокруг всей шеи — это уже не джемпер, а свитер. Вырез горловины может иметь любую форму, длину и объём.
Джемпер являлся атрибутом легкоатлетов в конце XIX века. В 1920-х годах он перешёл в разряд одежды для отдыха. 
Когда Коко Шанель начала продвигать трикотаж, джемпер закрепился в дамском гардеробе. Сама Коко часто комбинировала его с юбкой и кардиганом. 
Начиная с 1950-х годов джемперы вошли в моду среди учащихся колледжей и стали частью стиля преппи. Тогда же этот предмет одежды стал пользоваться большим спросом не только среди женщин, но и среди мужчин, а потом и вовсе стал частью делового стиля. Разновидность джемпера — пуловер.